# Lord steward
Lord steward (ang. Lord Steward lub Lord Steward of the Household) – jeden z najważniejszych urzędników na brytyjskim dworze królewskim, odpowiadający polskiemu urzędowi stolnika wielkiego koronnego. Może nim zostać tylko par lub członek Tajnej Rady albo syn jednego z nich.
W przeszłości przewodniczył następującym sądom: Board of Green Cloth, sądowi Lorda Stewarda (Lord Steward's Court), sądowi marszałkowskiemu (Marshalsea Court) i sądowi dworskiemu (Palace Court). Obecnie jest pośrednikiem między monarchą a parlamentem.

## Lista lordów stewardów
- 1502–1509: Gilbert Talbot
- 1509–1538: George Talbot, 4. hrabia Shrewsbury
- 1541–1544: Charles Brandon, 1. książę Suffolk
- 1544–1551: William Paulet, 1. lord St John
- 1551–1553: John Dudley, 1. książę Northumberland
- 1553–1568: Henry Fitzalan, 19. hrabia Arundel
- 1568–1570: William Herbertm 1. hrabia Pembroke
- 1570–1588: Robert Dudley, 1. hrabia Leicester
- 1588–1603: William Paulet, lord St John of Basing
- 1603–1618: Charles Howard, 1. hrabia Nottingham
- 1618–1623: Ludovic Stewart, 2. książę Lennox
- 1623–1625: James Hamilton, 2. markiz Hamilton
- 1625–1630: William Herbert, 3. hrabia Pembroke
- 1640–1644: Thomas Howard, 21. hrabia Arundel
- 1644–1655: James Stewart, 1. książę Richmond
- 1660–1688: James Butler, 1. książę Ormonde
- 1689–1707: William Cavendish, 1. książę Devonshire
- 1707–1710: William Cavendish, 2. książę Devonshire
- 1710–1711: John Sheffield, 1. książę Buckingham i Normanby
- 1711–1714: John Poulett, 1. hrabia Poulett
- 1714–1716: William Cavendish, 2. książę Devonshire
- 1716–1718: Henry Grey, 1. książę Kentu
- 1718–1725: John Campbell, 2. książę Argyll
- 1725–1730: Lionel Sackville, 1. książę Dorset
- 1730–1733: Philip Stanhope, 4. hrabia Chesterfield
- 1733–1737: William Cavendish, 3. książę Devonshire
- 1737–1744: Lionel Sackville, 1. książę Dorset
- 1744–1749: William Cavendish, 3. książę Devonshire
- 1749–1755: Charles Spencer, 3. książę Marlborough
- 1755–1761: John Manners, 3. książę Rutland
- 1761–1782: William Talbot, 1. hrabia Talbot
- 1782–1783: Frederick Howard, 5. hrabia Carlisle
- 1783–1783: Charles Manners, 4. książę Rutland
- 1783–1783: William Legge, 2. hrabia Dartmouth
- 1783–1789: James Brydges, 3. książę Chandos
- 1789–1799: John Sackville, 3. książę Dorset
- 1799–1802: George Townshend, hrabia Leicester
- 1802–1804: George Legge, 3. hrabia Dartmouth
- 1804–1812: Heneage Finch, 4. hrabia Aylesford
- 1812–1821: George Cholmondeley, 1. markiz Cholmondeley
- 1821–1830: Henry Conyngham, 1. markiz Conyngham
- 1830–1830: Richard Temple-Nugent-Brydges-Chandos-Grenville, 1. książę Buckingham i Chandos
- 1830–1833: Richard Wellesley, 1. markiz Wellesley
- 1833–1834: George Campbell, 6. książę Argyll
- 1835–1835: Thomas Egerton, 2. hrabia Wilton
- 1835–1839: George Campbell, 6. książę Argyll
- 1839–1841: William Hay, 18. hrabia Erroll
- 1841–1846: Charles Jenkinson, 3. hrabia Liverpool
- 1846–1850: Hugh Fortescue, 2. hrabia Fortescue
- 1850–1852: Richard Grosvenor, 2. markiz Westminster
- 1852–1853: James Graham, 4. książę Montrose
- 1853–1854: Henry Howard, 13. książę Norfolk
- 1854–1857: Frederick Spencer, 4. hrabia Spencer
- 1857–1858: Edward Eliot, 3. hrabia St Germans
- 1858–1859: Brownlow Cecil, 2. markiz Exeter
- 1859–1866: Edward Eliot, 3. hrabia St Germans
- 1866–1866: John Ponsonby, 5. hrabia Bessborough
- 1866–1867: John Spencer-Churchill, 7. książę Marlborough
- 1867–1868: Charles Bennet, 7. baron Ossulston
- 1868–1874: John Ponsonby, 5. hrabia Bessborough
- 1874–1880: Frederick Lygon, 6. hrabia Beauchamp
- 1880–1885: John Townshend, 1. hrabia Sydney
- 1885–1886: William Edgcumbe, 4. hrabia Mount Edgcumbe
- 1886–1886: John Townshend, 1. hrabia Sydney
- 1886–1892: William Edgcumbe, 4. hrabia Mount Edgcumbe
- 1892–1895: Gavin Campbell, 1. markiz Breadalbane
- 1895–1905: Sidney Herbert, 14. hrabia Pembroke
- 1905–1907: Cecil Foljambe, 1. hrabia Liverpool
- 1907–1910: William Lygon, 7. hrabia Beauchamp
- 1910–1915: Edwyn Scudamore-Stanhope, 10. hrabia Chesterfield
- 1915–1922: Horace Farquhar, 1. wicehrabia Farquhar
- 1922–1936: Anthony Ashley-Cooper, 9. hrabia Shaftesbury
- 1936–1937: George Sutherland-Leveson-Gower, 5. książę Sutherland
- 1937–1940: Walter Montagu-Douglas-Scott, 8. książę Buccleuch
- 1940–1964: Douglas Douglas-Hamilton, 14. książę Hamilton
- 1964–1967: Gerald Grosvenor, 4. książę Westminster
- 1967–1972: Charles Lyttelton, 10. wicehrabia Cobham
- 1973–1988: Hugh Percy, 10. książę Northumberland
- 1989–2001: Matthew Ridley, 4. wicehrabia Ridley
- 2001–2009: James Hamilton, 5. książę Abercorn
- 2009–2023: James Ramsay, 17. hrabia Dalhousie
- 2023–nadal: Peter St Clair-Erskine, 7. hrabia Rosslyn